# グランプレの戦い
グランプレの戦い（Battle of Grand Pre）、またはミナスの戦いは、ジョージ王戦争中にニューイングランド軍とミクマク族、アカディア人との間で、今日のノバスコシア州グランプレで行われた戦闘である。この戦いは1747年の冬に行われ、ジャン＝バティスト・ニコラ・ロック・ド・ラムザイの命を受けたニコラ・アントワーヌ・クーロン・ド・ヴィリエが率いるフランス軍が、グランプレで冬の宿営を張っていたマサチューセッツ植民地の民兵隊に奇襲を仕掛け、完勝した。

## 歴史的背景
1745年のルイブールの戦いの後、ラムザイはイギリスからアカディアを取り戻すため、ダンヴィユ公爵の遠征を支援するべくケベックからアカディアに向かったが、この遠征が失敗だったことが明らかになり、ボーバサンに退いた。
ダンヴィユ公爵の遠征を脅威と感じたマサチューセッツ総督のウィリアム・シャーリーは、ニューイングランド軍大佐のアーサー・ノーブルと何百人もの兵を、アカディアの治安維持のために差し向けた。1746年の12月の始め、チャールズ・モリス大尉率いる100人の兵がグランプレに派遣された。モリス率いる軍勢は、プレブル大尉とゴルズウェイトの指揮下にある複数の部隊、そしてゴラム・レンジャーズと最終的に合流する予定だった。1747年1月の始め、ノーブルは海路別の100人部隊を連れてグランプレに到着した。総勢およそ500人にもなったニューイングランド軍は、グランプレに駐留した。当初は、兵士たちはグランプレとその周辺の集落の民家に分宿泊予定だったが、到着したノーブルにより、兵士たちを、グランプレの2.5マイルの範囲内にある、24軒の民家に宿泊させるよう命令が出た。この段階で、グランプレの住民たちはニューイングランド兵に、フランスのラムザイ将軍が、ニューイングランド軍攻撃の計画を練っていることを告げた。この警告は無視された。ニューイングランド兵は、フランス軍が深い雪の中を行進し、氷が漂う凍った川を横切って、そのような攻撃を仕掛けるなど、不可能であると考えたからだった。

## ボーバサンからの行軍
カナダのフランス軍の部隊は、病人が多く出て弱体化していた。その前年のノバスコシアでの活動が、過酷なものだったせいであった。ラムザイも同様で、そのためアカイギリス軍攻撃の指揮は、クーロン・ド・ヴィリエにゆだねられた。この戦闘に従軍したチャールズ・モリスは、フランス系カナダ人とインディアンの多くはジステンパーに感染しており、これはダンヴィユ公爵遠征時の水夫や兵士の病気とも関連があると、数回にわたり言及している。

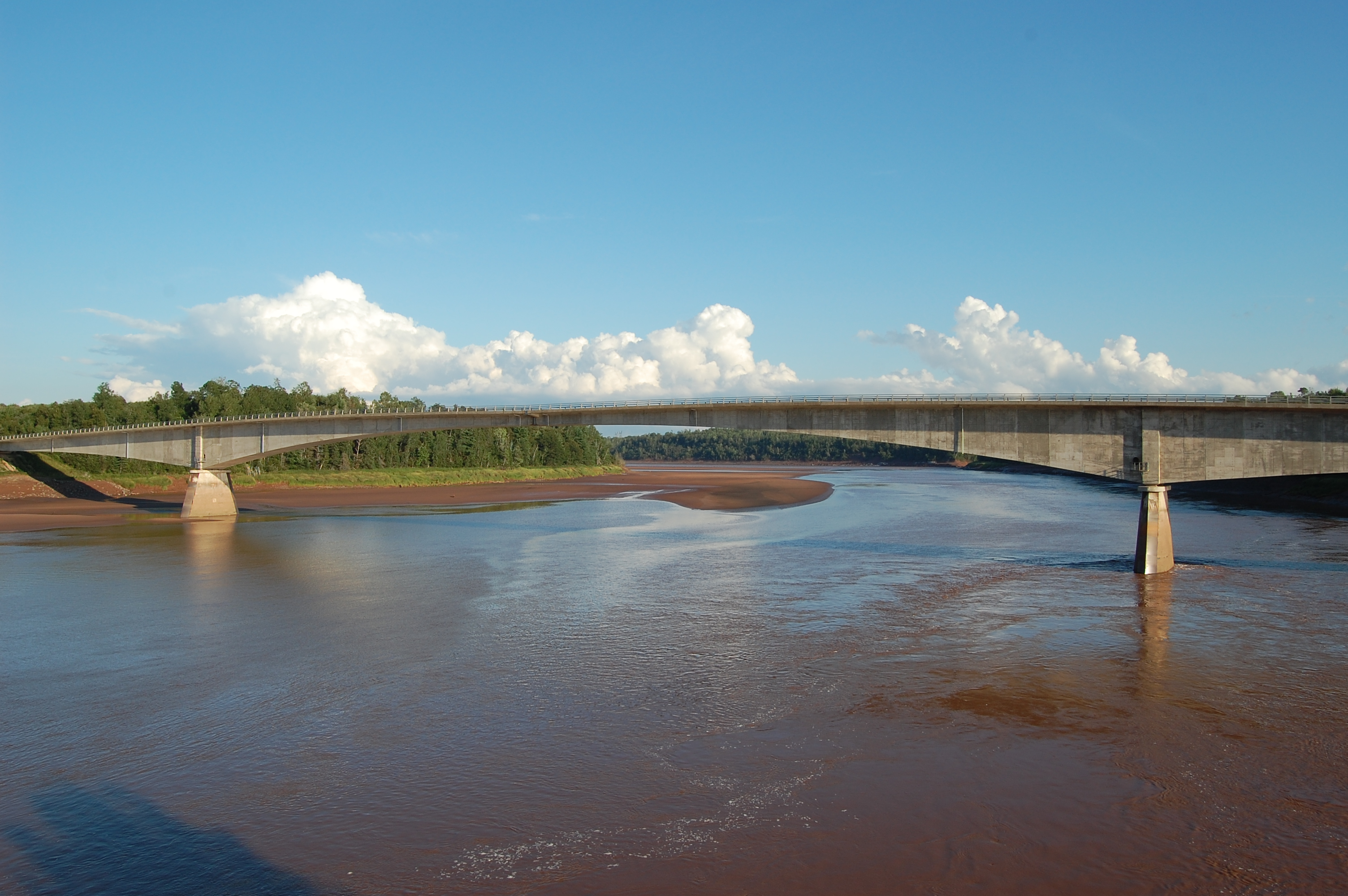
シュベナカディ川とサウスメイトランド橋

1747年1月21日、フランス軍はミナスへの3週間に及ぶ行軍を開始した。兵たちはかんじきをはき、そりを使って、ヴェルト湾（Baie Verte）を横切り、ノーザンバーランドの海岸からタタマガッチへの道をたどって、コベキド山脈をコベキド湾（現在のトゥルロ近く）へ抜け、2月2日までにシュベナカディ川に着いた。しかし川は結氷していて、主力部隊が渡るにはかなり危険であることに兵士たちは気付いた。主力部隊は川の東側を行軍して、ボワシェベールと10人の兵の先導で、結氷したシュベナカディ川を渡り、川の西側に着いた。そして2月7日にケネトクック川へと向かい、アカディア人集落のピジキ（ウィンザー）へ行った。その後20マイル（約32キロ）の道を行軍したフランス軍は、イギリス軍が冬の宿営地としているガスペローに到着した。

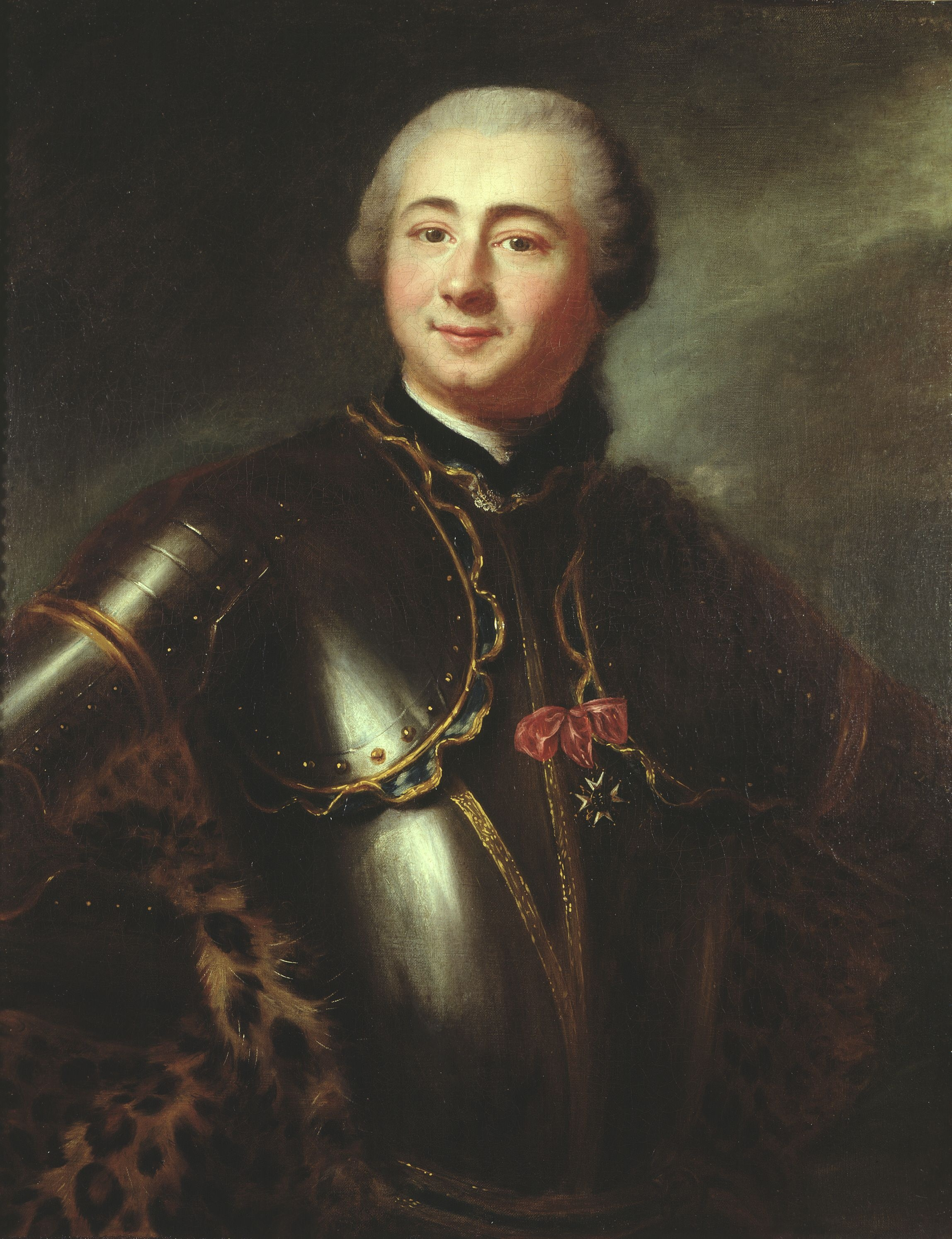
シャルル・デシャン・ド・ボワシェベール

この行軍の間、カナダ軍はアカディア民兵やミクマク兵の援軍と合流した。さらに、地元のアカディア人の家で分宿している時にも援助を受けることになった。アカディア人たちは、ニューイングランド軍がどういう状況であるのかを教えてくれたのだ。彼らは、アカディアの住民ではあるが、味方ではなかったのに敵軍の情報をくれたのである。一方、悪意のあるアカディア人たちが、自分たちのことをイギリス軍に密告しないよう警戒したヴィリエは、コベキド（トゥルロ）で、連絡を絶つために、峠を封鎖するように命じた。

## 戦闘
ヴィリエがどのくらいの数の兵を率いることができたのか定かではないが、モリスの見積もりによればカナダ人、ミクマク族、そしてアカディア人の人数はおよそ500人であった。フランス側の資料によれば、ヴィリエはボーバサンを250人のカナダ兵と、50人のミクマク族と共に出発したとなっている 。これらの部隊は、先項で触れたように、ミクマク兵はもちろんアカディア民兵も参加しており、人数が増えていた。2月10日の夜、フランス軍は、視界を妨げる吹雪の中で、ニューイングランド兵が分宿している民家を不意打ちした。イギリス軍は、歩哨以外の兵は皆眠っていた。

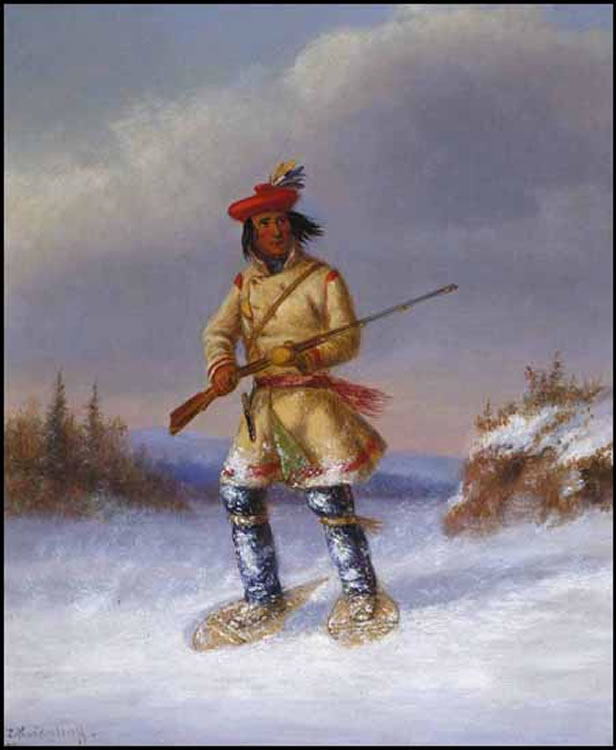
かんじきをつけたインディアンの猟師

フランスの奇襲は、直後の、狭い範囲内での戦いには効力を奏した。しかし戦闘が集落中に広がると、フランス系カナダ兵は、湾に停泊していたスループ船をも攻撃した。最終的にはイギリス軍が呼び集められ、集落の中心の石造りの家を拠点にして、翌朝に停戦の号令がかかるまで戦闘を続けた。その日は一日中休戦状態となり、その翌日の朝、ニューイングランド軍は条件付きの降伏をした。モリスの報告によれば、指揮官のアーサー・ノーブルを含む67人の戦死者が出て、40人以上が捕囚され、さらに40人が負傷していたか、または病気かであった。またモリスは、フランス軍の戦死者は30人となっているが、アカディア人は後に、両軍で120人が埋葬されたと断言した。このアカディア人の証言によると、フランス軍の戦死者は53人となる。

## 戦闘後の両軍
停戦後両軍は協定に同意し、イギリスはアナポリスロイヤルに戻ることができた。イギリス軍は降伏条項3にあるように「2列に整列して、弾を込めない銃を持ったフランス国王の軍の間を、イギリス国王の軍は、軍礼により、太鼓の演奏と旗をなびかせて行進」した。その後のイギリス軍の6日間に及ぶ行軍は、深く積もった雪の中、かんじきもつけずに行われたため、ニューイングランド兵の疲労は極限に達し、厳しい寒さもあって、かなりつらい行軍であった。そのため、帰還してから兵士は高熱と下痢に見舞われ、150人以上がそれがもとで死んだ。フランス軍はその後グランプレから退き、まずコベキド地域のノエルに、捕虜と両軍の負傷者を連れて行った。重傷を負った兵は、グランプレのアカディア人の元に残した 。捕虜の一部は春になってニューイングランド部隊へ釈放され、一方で他の者たちはケベックを通ってボストンへ戻された。ところがこの戦闘は何ら役には立たなかった、それというのも、1747年の3月には、ニューイングランド軍はグランプレに戻ってきて、石造りの家に陣取り、住民たちに、イギリス政府への忠誠な従属の誓いを復活させたからである。
この戦闘の跡地は1924年にカナダ史跡記念物委員会の指定を受け、1938年に銘板が建てられた。
多くの作家がこの戦闘を題材にした文学作品を発表している。歴史家で詩人のメアリー・ジェーン・カッツマン・ローソンは1820年ごろに『グランプレの戦い』という詩を書いている。またアーチボルド・マクミーハンはこの戦闘を題材にした『レッド・スノウ・オン・グランプレ』（Red Snow on Grand Pre）という作品を発表している。